# Dropie

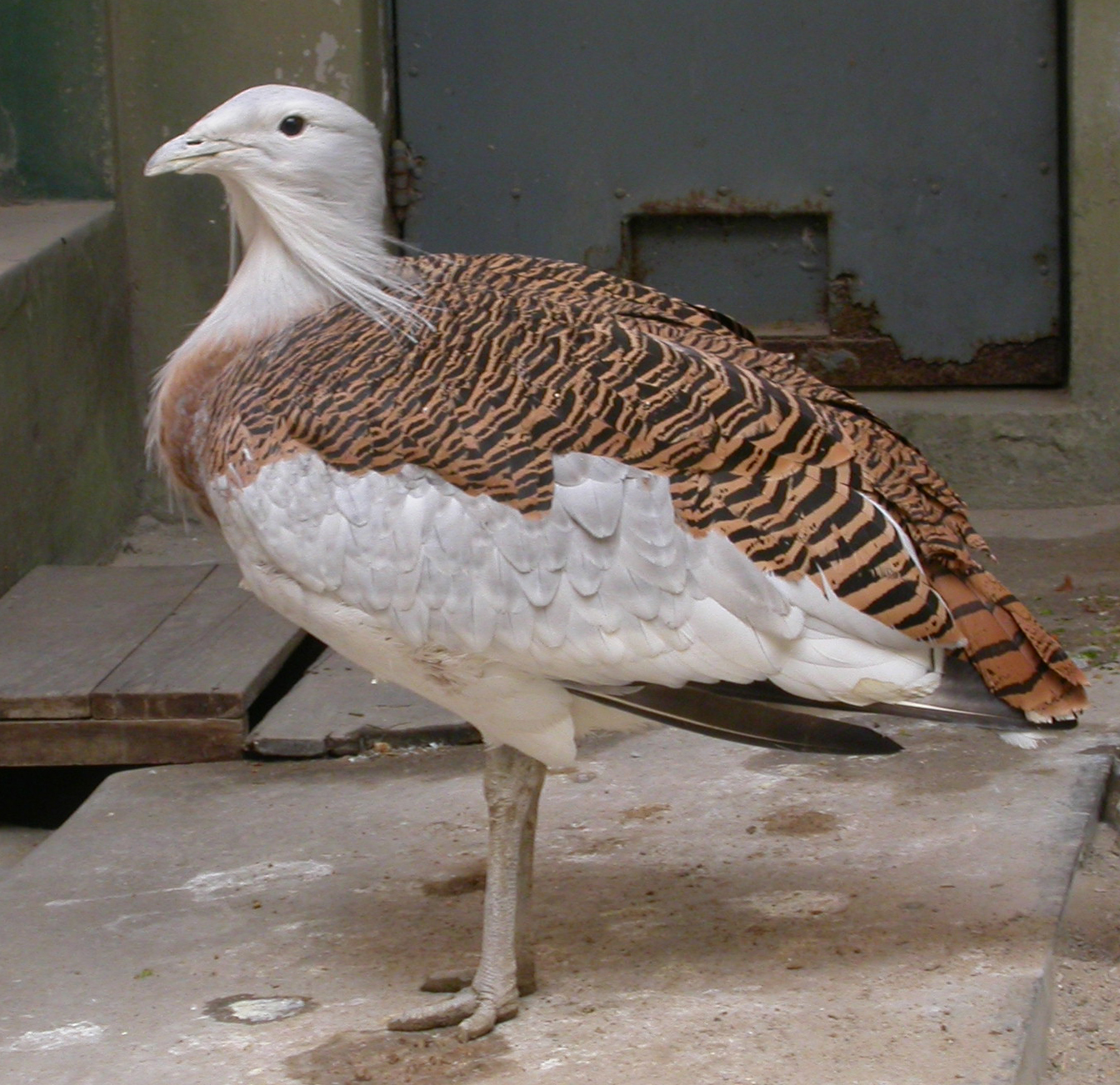
Dropia

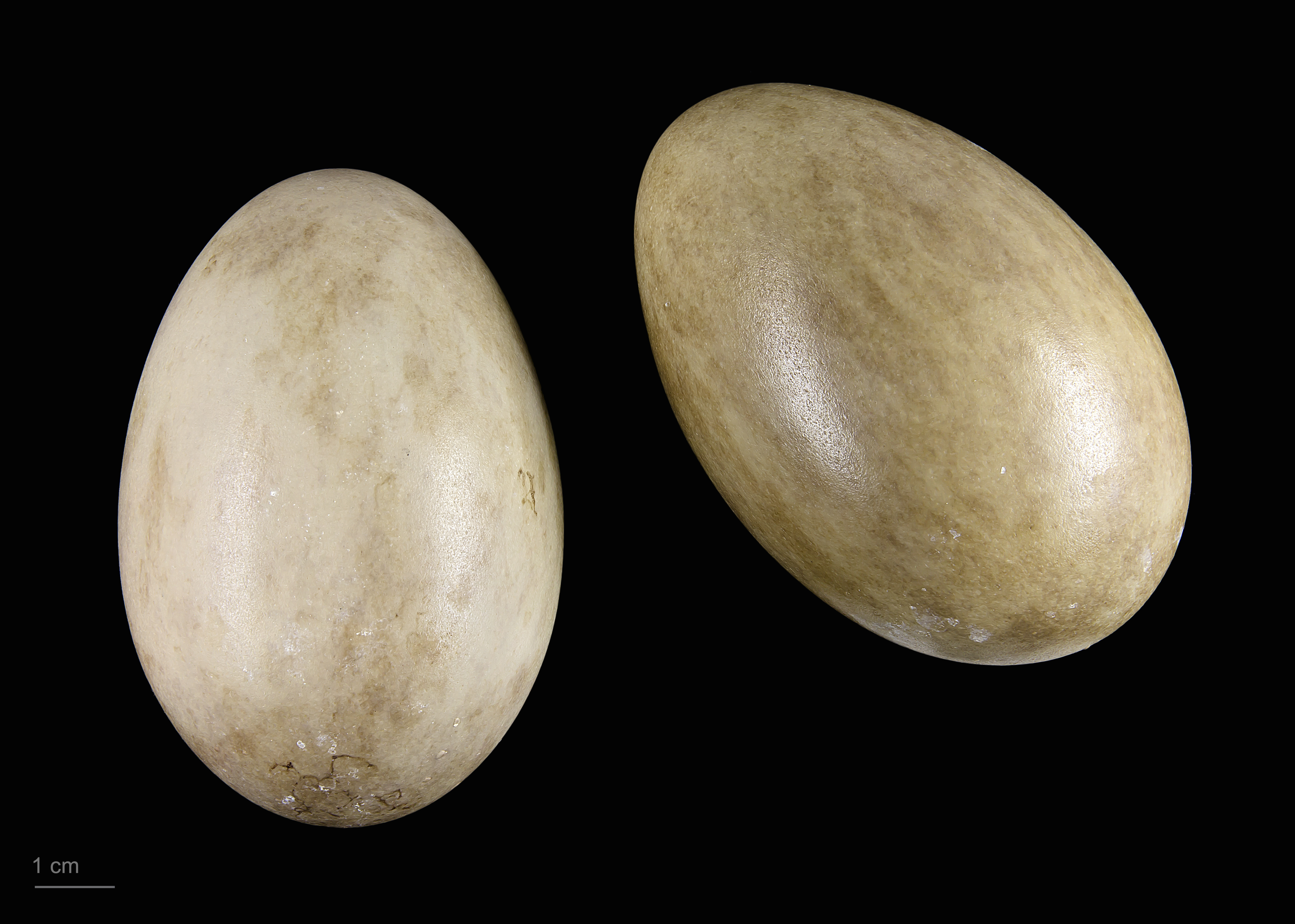
Otis tarda - MHNT

Dropia (Otis tarda) este o pasăre din familia Otididae  specifică stepelor din sud-estul Europei și zonelor cu climă temperată din Asia. În România s-a găsit până acum câteva decenii în Bărăgan, în prezent mai apare regulat pe teritoriul administrativ al orașului Salonta, județul Bihor respectiv al comunei Beba Veche, județul Timiș. Aceste populații sunt comune cu cele de la Kis-Sárrét, Parcul Național Körös-Maros, Ungaria, respectiv Mokrin, Voivodina, Serbia.
În cazul dropiilor se observă un dimorfism sexual accentuat. Masculul de dropie este cea mai masivă pasăre din Europa, putând ajunge până la 21 kg. Este cea mai grea pasăre care se poate înălța în zbor. Femelele sunt mult mai mici, cântărind între 3,5 și 5 kg. Dropia se hrănește cu vegetație, fasole verde și mazăre, dar și cu insecte sau mici vertebrate. Este o pasăre tăcută, dar în perioada de cuibărire scoate un țipăt ca un lătrat.
Sezonul de reproducere începe în martie-aprilie, cu fenomenul specific de curtare numit rotit. În timpul rotitului, dropioiul își mișcă corpul în așa fel încât penele albe ajung la vedere. Astfel, el va fi observat cu ușurință de către femelele aflate la mai mulți kilometri distanță. Masculul ia această poziție în 5-6 secunde și o menține aproape o jumătate de minut. În acest timp, își etalează cu mândrie penele albe și dansează pentru femele, înconjurându-le. 
Ponta dropiei cuprinde de obicei doar două ouă (rareori 3 sau 4). Dropiile nu își construiesc un cuib propriu-zis, ci își depun ouăle într-o simplă adâncitură în sol, îndeosebi în zone cu vegetație erbacee bogată sau chiar în mijlocul culturilor agricole. Clocitul este asigurat doar de femelă și durează între 23-28 zile, depinzând de condițiile meteo. Cincizeci de ouă, măsurate între anii 1920-1950 de ornitologul român Dionisie Linția, au avut dimensiunile medii de 77,56 mm x 55, 73 mm. Imediat după eclozare puii părăsesc cuibul și rămân în preajma femelei până la vârsta de un an. După circa 28 de zile sunt capabili de zbor, iar la 35 de zile stăpânesc bine tainele zburatului. Masculii sunt maturi sexual abia de la vârsta de 5-6 ani, în condițiile în care durata medie de viață a dropiei este doar de 10 ani.Femelele se pot reproduce după primul an de viață.

## Dropia în România

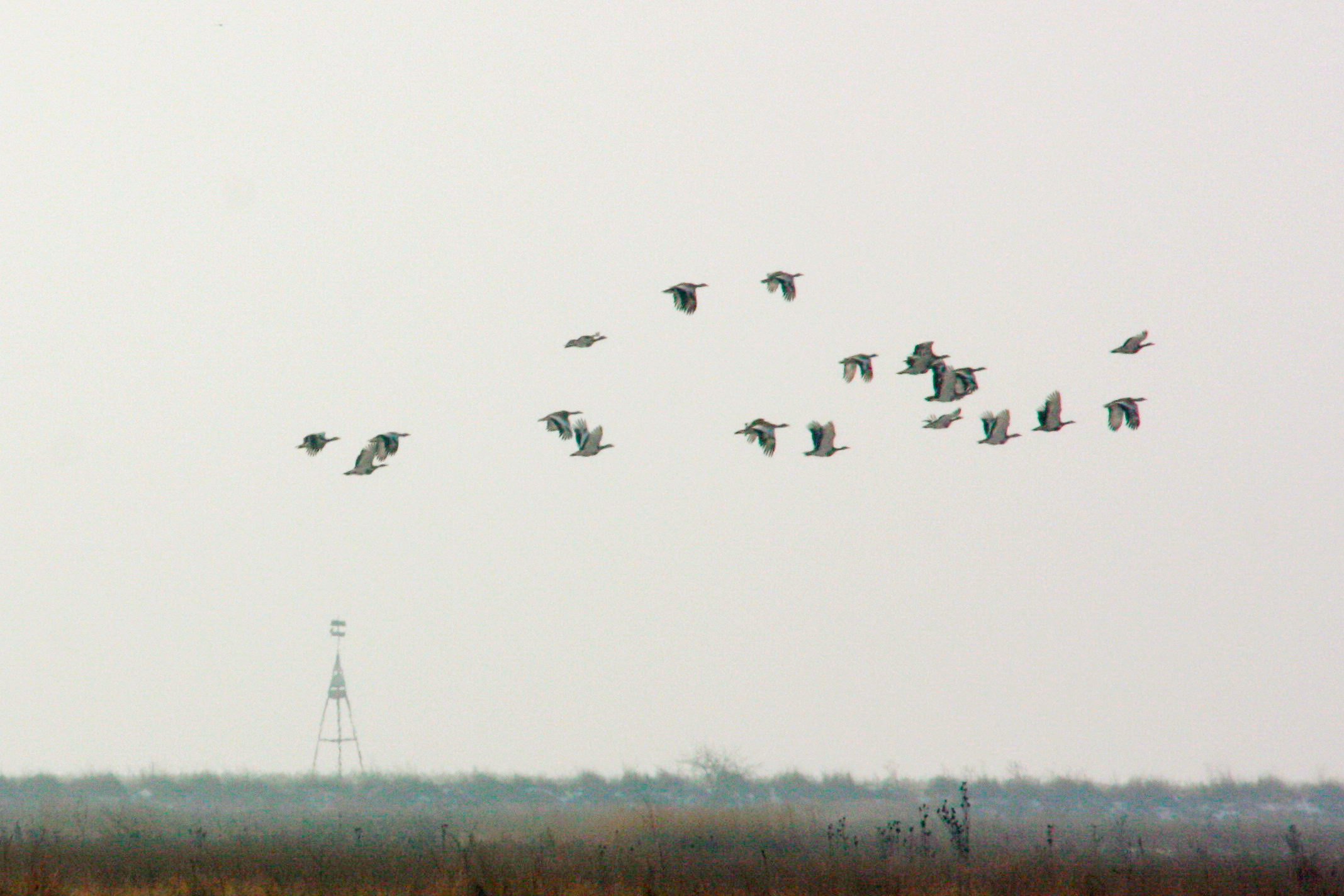
Dropii la Baia Veche

Plecând de la o serie de statistici de vânătoare, Dan Munteanu, ornitolog și președinte al Comisiei pentru Ocrotirea Monumentelor Naturii a Academiei Române, a estimat că, în jurul anului 1900, în spațiul ocupat de actuala Românie existau cel puțin 5.000 de dropii. Păsările erau răspândite în Câmpia Română, în partea de nord a Moldovei, Câmpia de Vest și Depresiunea Colinară a Transilvaniei.
Reforma agrară din 1921 a constituit una dintre primele lovituri date dropiilor, deoarece marile proprietăți, alcătuite din culturi întinse, au fost fărâmițate în tarlale mici, cu o mulțime de proprietari, astfel încât prezența omului pe câmp a devenit comună. De obicei, dropia nu acceptă prezența omului la o distanță mai mică de 250 de metri de ea, fiind foarte bănuitoare. Spre a le înșela vigilența, vânătorii își confecționau profiluri de vaci din carton sau din lemn și mergeau tiptil, din loc în loc, „apărați“ de imaginea bovinelor, devenită obișnuită pentru dropii, putându-se astfel apropia pentru a le vâna.
După mecanizarea agriculturii începute în 1940, populația de dropii din țară începe să scadă. Astfel că în 1948, când începe naționalizarea, foarte multe pajiști sunt arate și transformate în terenuri agricole. Habitatele naturale ale dropiei ajung să fie compromise. În anii 1960, sunt estimate aproximativ 2.300 de exemplare, iar în 1979, doar circa 200 de exemplare în Crișana, Banat și Câmpia Română. Conform evidențelor fondurilor de vânătoare din 1988, se estima că ar fi rămas în jur de 48 de dropii în toată țara. După anii 1990, specia este considerată dispărută din România. Observațiile de pe teren din ultimii 13 ani ale Grupului Milvus confirmă existența unei populații transfrontaliere, de circa 40-50 de exemplare, în zona Salontei (Bihor).  Din punct de vedere conservaționist, o astfel de populație se află într-un stadiu critic și se impun măsuri de conservare pentru a asigura stabilizarea ei. 

## Dropia în RepublicaMoldova

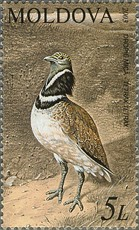

Orașul Drochia, din Basarabia, a fost numit în cinstea acestei păsări. 
Poșta din Republica Moldova a publicat mărci poștale cu această pasăre.

## Vezi și
- „Dropia”, o nuvelă fantastică și o poezie de Ștefan Bănulescu